# アウトストラーダ A6
アウトストラーダ A6(トリノ-サヴォーナ)は、1960年から運用されている主要幹線である。2001年からラ・ヴェルデマーレと呼ばれており、ピエモンテ州西部(トリノ都市部およびクーネオ県)とリグーリア海岸をリグリアンアルプスを経由して接続している。チェーヴァとサヴォーナの間の山間部では上下線の経路が異なっているため、片方向は125km、もう一方は130kmと道路延長が違う。
40年以上の間ほとんどの区間が上下線非分離道路であり事故率が高かったが、1973年に始まり2001年に終了した長期の上下線分離化工事の後には通常の事故率になった。

## 歴史

### 建設
1950年代の初めにフィアットがイタリアのモータリゼーションの促進を望み、トリノの地方団体からも出資を受ける子会社SPASIS(道路開発運営会社)の創設を進めた。この会社が、トリノと海をつなぐアウトストラーダの大プロジェクトを案出した。1956年6月5日に、そのプロジェクトの実現を目的として、FIATにより管理され、トリノの企業と団体も出資するチェーヴァ・サヴォーナ高速道路株式会社を設立した。
まず1960年1月27日にサヴォーナ-チェーヴァ間42kmが開通した(実際にはチェーヴァ手前プリエーロ近くまで)。当時としては大胆で複雑な工事であり、アウトストラーダ A1のアペニン山脈区間開通の1年前に、欧州で最初に実現した山岳部のアウトストラーダだった。実に129の高架橋(延べ11km)と23のトンネルを必要とした。しかし費用削減の為に、道路を谷に沿わせ、バラッコーネ山の標高に対応するためにループ形状にするなど、経路は著しく曲がりくねる結果となった。そのうえ、この道路は幅員10.5mの3車線双方向通行道路であり、中央車線を両方向の追い越し車線として使うというものだった。この工事に117億リラを要した。
この道路には2つの本線料金所があった。1つはA10との接続を想定しているジノーラジャンクションのすぐ上流部、もう一つはプリエーロである。料金支払い方法は若干複雑で、入口料金所で出口を申告して料金を支払い、紙の領収書を2部受領し、その1枚を出口料金所で渡す、という形態だった。当初の料金は、全線利用時に小型車で200リラだった。当初の中間出入口は、アルターレ(両方向とも現在も運用中)、カルカレ(現在は閉鎖)、ミッレージモ(現在はサヴォーナ方面出入口のみ運用中)、モンテゼーモロ(現在は閉鎖)の4箇所だった。
1963年夏にプリエーロとフォッサーノ間の工事が開始された。リグリアンアルプスからこの道路の経路を横切って流れる多くの川(タナロ、コルサーリャ、エッレーロ、ブランツォーラ、ページオ、モンダラヴィア)の広く深い谷を横切る必要があり、工事は簡単ではなかった。10km区間のために23の高架橋が必要だった。そのうちの3つは、長さが1kmを超え、高いものは50メートルもあった。
1965年9月29日に新たな41.5km区間が開通した。そのうち6kmは片方向1車線であり、新しいフォッサーノ終点料金所はストゥーラ・ディ・デモンテ川を越えてクーネオの町につながる道に接続した。その区間の残りの部分は以前の区間と同様に交互追い越し車線のある3車線双方向通行だったが、楽観的に1970年の実現を予測された上下線分離化のための場所は確保されていた。モンドヴィとサントゥアリオ・ディ・ヴィコフォルテの間にあるガイ・デイ・モンティ・トンネルは、当初から2本のトンネルで構成されており、非常に短い区間ではあるものの、数十年の間クーネオ県で唯一上下線分離区間だった。同時に、チェーヴァ、ニエッラ・ターナロ、サントゥアリオ・ディ・ヴィコフォルテ、モンドヴィ、カッルの中間出入口が開通し、プリエーロ料金所出口が閉鎖された。当時の総費用は170億リラであり、フォッサーノからサヴォーナまでの当時の小型車の通行料金は400リラだった。。
1968年春に、残りのフォッサーノとトリノの区間の建設の許諾を得るために、会社名をトリノ・サヴォーナ高速道路株式会社に変えた。工事はすぐに始まり、1970年5月27日にモンカリエーリの南5km、ラ・ロッタ近郊のラ・ロッタ出入口(後に閉鎖)とマレーネの間の平地部分が開通した。この約32kmの区間は、ラ・ロッタとカルマニョーラの間11.5kmが上下線分離であり、これはこのアウトストラーダとしては相当な長さをもつ最初の上下線分離区間だった。
1970年7月25日に、マレーネ-フォッサーノ区間が上下線非分離道路として開通した。このわずか15kmの区間は、広いストゥーラ渓谷を非常に高いところで越える為の長さ2.7km高さ80mの高架橋を建設する必要がある為、他の部分はほとんど平坦であったが、60億リラ以上を要した。それは今でもなおアウトストラーダの大規模な工事とみなされており、この時点では欧州最大の高架橋の1つだった 。 1971年夏に、ラ・ロッタとサン・パオロ・ディ・モンカリエーリの間の短い上下線分離区間が開通した。最後に、1972年7月26日に、サン・パオロ出入口とトリノを接続する、いわゆる"モンカリエーリのオーバーパス"と呼ばれる区間が開通した。今日、この区間はアウトストラーダ A55トリノ環状線の一部である。ほぼ全体が双方向通行道路ではあるものの、この道路はこのようにして完成した。

#### フィアットの試験路
1972年に、カルマニョーラの出入り口とリオ・コローレ西サービスエリアの間の区間に西側に二本目の道路が完成した。これは一般車両には供用されず、フィアットの高速試験路専用に使われていた。この試験路の開始位置はカルマニョーラ出入口から3kmのところであり、終了位置は上記の現存するリオ・コローレ西サービスエリアの直前だった。オーバーパス特定標識33番、25.4kmの所に試験路の技術チェック場跡が今でも残っている。この試験路上で、テストドライバーのクラウディオ・マリオーリがル・マンのレースの準備でランチア・LC2を走らせ時速387km/hを記録した。

### 死の高速道路
トリノまでの経路がまだ作られている間に、1950年代の古い設計によるトンネル内を含む急勾配と急カーブを特徴とするプリエーロ-サヴォーナ間山岳部区間が上下線非分離道路であることの不適切さが既に明らかになっていた。中央車線での双方向追い越し、登坂部で非常に低速走行になる多くの大型車両、中央分離帯の欠如、が原因で、車両の正面衝突が頻繁に発生し、多くの場合乗員に致命的な結果をもたらした。1971年には、91件の事故が発生し、そのうち3件が死亡事故だった。これらの事実から、A6は死の高速道路と呼ばれるようになった。.
そしてまもなくサヴォーナ側から順次上下線分離化する計画が立てられた。1971年6月1日にジノーラの入口料金所を上下線分離化に備えてより広い料金所にできる場所への移設が完了した。続いて7月31日に、元のアルターレとカルカレの出入り口を閉鎖し、新しくできた料金所の近くに、新しくアルターレ-カルカレ出口を移設した。
当初に建設された道路は山地地形学の観点でも限界を示していた。1972年に、チェーヴァとモンテゼーモロの区間は、地滑りにより高架橋が損傷を受けたため、1ヶ月半の間閉鎖されていた
。
1973年5月に、サヴォーナとアルターレ-カルカレの区間の上下線分離化工事が始まった。従来の車道から完全に独立したトリノ方面の15kmの車道が実現した。この道路は3車線(緊急車線含む)で、以前のものより屈曲が少なく、曲率半径も明らかに大きく、勾配が緩く標準的だった。その工事は高価で大掛かりなものだった。全体の1/3がトンネル、1/3が高架橋であり、そのうちの1つは高さ90m以上だった。新たな区間は2期に分けて開通した。1期目はヴォルテ・ディ・クィリアーノ(上下線接続部)とアルターレの区間が1976年5月25日に、そして2期目はサヴォーナとヴォルテの区間が同年10月7日に開通した。
しかしほどなくして政治情勢が変わり、経済とエネルギーの危機から高速道路の建設が減らされ、その後、1975年の法規475により新しい高速道路の建設が禁止された。 そのうえ、私的な高速道路であるという特徴から、出資者は国の補助金と十分な収益見通しがない限り上下線分離化のための莫大な追加出資を望まなかった。
サヴォーナとアルターレの区間の完成の後、上下線分離化工事は完全に停止した。残念ながら事故は止まらず、死者数は月1人以上に増加した。結局、6人の犠牲者を出した重大事故の後、当局は1980年7月15日からチェーヴァ-アルターレ間のサヴォーナ方面の通行停止を命じた。この区間は一方通行となり、海側への交通は並走するSS28bisに受け持たせることになった。その結果として生じた不便と地元の管理者の抗議により、この道路は10月1日に再度双方向通行に戻された。しかし、プリエーロとアルターレの山岳部区間では、中央の追い越し車線は廃止されゼブラゾーンになり、制限速度は70km/hに下げられた。
この対策は安全性の改善に効果があり、事故は70%減少した。しかし、追い越しが完全に禁止される25kmを超える非常に長い区間では、大型車の後ろには長蛇の列ができた。A6のこの状況が耐えられるものではないことは明白だった。真の上下線分離化の為の多額の投資が必要だったが、所有権を持つフィアットは実現する意思がなく、この高速道路の国有化が望まれていた。

### 国有化と上下線分離化
地元の政治家たちの抗議と活動の結果、1982年8月12日に、議会が法規531/82を承認した。その11条にはA6について記載されていた。それは、トリノ・サヴォーナ高速道路株式会社の株を通常の半額で最低70%買い取るために、完全に公的に所有された新高速道路会社(アウトストラーデ・イタリア)を承認するものだった。そして、この新会社は、高速道路の新規建設を禁止した法律があるにもかかわらず、A6の完全上下線分離化を目的としていた。最初に200億リラの資金がこの工事のために調達された。1983年1月から2月の間に、トリノ・サヴォーナ高速道路会社の過半数の株がフィアットグループ会社により新高速道路会社に売却され、A6の公営化が完了した。残っている少数株主はトリノ-ミラノ高速道路会社とトリノ市だけだった。
翌年は上下線分離化のプロジェクトの準備に費やされた。しかし新たな公的会社はとりあえず既存道路の改善を始めた。1984年7月、海側通行完全禁止の4年後に、トラックの後ろにできる渋滞問題を緩和するために、司法はプリエーロとアルターレの区間にそれぞれの方向に数百メートルの追い越し区間を3カ所設置することを承認した。1986年6月19日のアウトストラーダ A10のフェリーノとサヴォーナ-レジーノの料金所の廃止と有料区間の統合には、A10とA6を接続するジノーラのジャンクションとサヴォーナ料金所が必要だった。
同時に、上下線分離化計画の明確化は、官僚主義と物言いにより遅らされながら、ゆっくり進んでいた。実際のところ、上下線非分離の不便さに抗議を重ねていたクーネオとリグーリアの町が今度は上下線分離化に抗議をしていた。モンテゼーモロの住民250人が、より低い場所で直線的に通る新経路に、彼らの使う山間部に位置した出入口が接続できなくなることから、長期間法的主張により高速道路を手の内におき続けていた。ミッレージモ周辺の住民たちは頭上に高い高架橋を見たくなかった。環境保護論者と地元の歴史愛好家はブリック・タナの巨石遺跡の損失の可能性のために反対していた。また、さらに北では、モンドヴィ料金所から4kmの場所にあるサントゥアリオ・ディ・ヴィコフォルテ料金所の廃止反対、そして、出口の合理化論に反対する運動があった。最終的には設計変更のほとんどすべての要求が拒絶された。しかしそれはさらなる年月の遅延と重大事故という代償を払うことになった。
1988年1月27日に、高速道路会社とANASの間で新たな協定が締結された。夏から秋にかけて、プリエーロとアルターレの区間の最初の入札が実施され、割り当てられた。1989年7月に最初の建設現場が開設された。完成予定は1991年末としていたが、合意により賄わなければならなかった数千億リラの公的資金の到着が遅れ、作業は停止した。1990年春の割り当てにより、プリエーロとリヴェーレ・ディ・ ロッカヴィニャーレ区間とモンテカーラ・ディ・コッセリアとアルターレ区間の２つの建設再開が許可された。しかし、２年後にも州からの約束の資金は注入されなかった。こうやって工事期間が延びてゆき、プリエーロとフォッサーノの区間の上下線分離化は既存の道路の単純な拡大により置き換えられるとの疑念が呈された。幸運にも1993年の夏に新たに5000億リラの公的資金が投入され、工事の速度が速められ、全線上下線分離化にむけて再度計画が立てられた。
高速道路会社は、独自の資源で可能な限り工事に資金を提供しようとした。また、1991年5月6日に料金システムを現代的に適用させ、入口でなく出口を通過する時に支払う形にし、多くの使用者の料金を倍増させる機会を得た。この料金値上げにもかかわらず1992年8月10日にカルマニョーラとプリエーロ間の上下線非分離区間全体およびアルターレからサヴォーナへの下り区間は、制限速度を90km/hに下げられた。道路法の変更により、これらの道路区間はもはや高速道路とはみとめられなくなるためだった。そのうえ、1992年9月22日に、洪水によりアルターレとサヴォーナ間の古い方の道路のタスチェ高架橋が崩落し、9か月の間新しく造られた方の道路を片側一車線の道路として使う事を強いられた。
一方、1992年の初めに、フィアットの試験路をアウトストラーダとして引き渡す準備が整った。これにより費用と工期を低減して、カルマニョーラとリオ・コローレ・サービスエリア(マレーネ出口の少し北)の間を上下線分離化する事ができた。この16km区間は迅速な上下線分離化を約束した国有化からおよそ10年後の1992年12月23日に開通した。
1993年12月18日に予定から2年遅れでアルターレとモンテカーラの9km区間の上下線分離化拡張がついに開始された。新道路は高架橋とトンネルを使い、より直線に近い経路であり、アルターレ料金所付近2km区間を除きトリノ方面行き車線として使われる。プリエーロとリヴェーレの10km区間については何度も遅延が発生し、1995年8月4日まで待たねばならなかった。サヴォーナ方面への登りの道路はモンテゼーモロの下をトンネルで通過する為、モンテゼーモロ出入口は閉鎖された。その二日前に、リオ・コローレとマレーネの平坦部4km区間も開通した。
1994年の春にまだ上下線非分離の区間のうち比較的工事が容易なところである、フォッサーノの北のマレーネからストゥーラ高架橋の手前までの区間とモンドヴィとプリエーロの区間が計画され、工事が着手された。リヴェーレとモンテカーラの区間はミッレージモの町の反対が続き準備が進められず、モンドヴィとストゥーラ高架橋の区間は多くの高架橋のために上下線分離化には時間と多くの費用が必要だった。
上下線分離化は、ここに数キロ、そこに数キロ、と少しずつ続き、さらなる危険を作っていった。上下線分離化区間から非分離区間へ切り替わる場所ごとに長い渋滞と事故を発生させることになった。1996年4月16日にマレーネとストゥーラ高架橋の間の平地区間が開通した。サントゥアリオ・ディ・ヴィコフォルテ出口の完全閉鎖の後、1997年12月から1998年9月の間にプリエーロとモンドヴィのすぐ南のガイ・ディ・モンティ・トンネルの間の区間が数回にわけられて開通した。これは当初の発表から28年遅れだった。
一方、1997年の初めに、このアウトストラーダ全体の中で最も印象的なストゥーラの2番目の高架橋の工事が開始され、1997年12月には、ミッレージモの建設現場が開設された。しかし、このアウトストラーダ全体の上下線分離化を完成させるには、更に4年必要だった。
1999年7月31日にストゥーラ高架橋からフォッサーノ出口までの上下線分離化が完成した。この数か月前に事故で死亡したカラビニエリのフランコ・ロマーノ将軍の名前を開通した高架橋に命名した。2000年4月19日に、ジノーラのA10とのジャンクション部の作り直しの後にアルターレの本線料金所が解体され、ふたつのアウトストラーダの間の料金所がなくなり、A6はイタリアのアウトストラーダ網に統合された。
2000年11月6日に当初の発表から9年遅れでリヴェーレとモンテカーラ間6kmの区間が開通し、これで山岳部と開通から40年以上放置されていた区間の上下線分離化が完了した。ミッレージモの出入口はサヴォーナ方面の道路に設置されており、上下線分離化により新たに建設されたトリノ方面の道路は、この出入口部分で1.3kmほど南に離れた部分を通っている。そのため、出入り口の前後数kmの部分に上下線を接続するランプを追加し、トリノ方面を走行する車両はこのランプを経由してミッレージモ出入口を使用する形態とした。
2001年6月14日にフォッサーノとカッルの区間が開通した。この区間で計画されているクーネオ方面のA33分岐ジャンクションのための準備が整った。2001年8月4日に、モンドヴィ出口前後2kmが開通した。最後に2001年11月12日に、エッレーロ川とぺジオ川を渡る２つの大きな高架橋を含むガイ・デイ・モンティトンネルからモンドヴィ，カッルまでの最後の4km区間が開通した。これを機会に"死のアウトストラーダ"という呼称をなくすことを狙い、A6は公式にラ・ヴェルデマーレと改名された。

### 民営化と近年
2000年3月9日にこの高速道路会社全体が民営化されベネトンファミリーが率いるコンソーシアムの手にわたった。A6は、17年の公営化の後、再度民営化に戻った。
2000年11月15日にこのアウトストラーダは衝撃的なニュースの現場になった。弁護士の息子であり、フィアットの相続人であるエドアルド・アニェッリがフランコ・ロマーノ高架橋から投身自殺したのである。
全線上下線分離化が完了した2001年末にはA6は標準的で普通の事故率のアウトストラーダになっていた。しかしそれは、1950年代に造られた山岳部の古い部分はカーブが多く、そのいくつかの区間では70km/hまで制限速度が下げられているという状況の上でのことである。構造の進行性老朽化が出現し始めていた。2003年4月にミッレージモとアルターレの区間は高架橋の崩壊により数日間通行止めになった。
これらの年には、A33 アスティ-クーネオとのジャンクションが開通したことだけがニュースだった。2005年7月に、アウトストラーダの最初の数kmとともにマッシミーニの町のカッル出口の少し北にクーネオ方面の新しいジャンクションが開通した。2007年6月18日にマレーネ出入口が変更され、アスティ方面のA33にシームレスに接続した。この変更に続きマレーネを出て、サヴィリアーノ、サルッツォ、フォッサーノ、クーネオに向かう西行きの交通は禁止され、A33を3km進み、最初の出口を出て戻らねばならなくなった。また、この理由により近年、ストゥーラの高架橋の北でフォッサーノ環状線と接続する新たなフォッサーノ北出入口の実現性について語られ始めているが、今日この計画はまだ具体化されていない。
2005年12月2日から3日の夜には、大雪による大型車のスリップが原因で何百人もの人たちが何時間も車中に閉じ込められ、最後には民間防衛隊が救助に出た。この事故の後、山岳区間で降雪時の除雪車出動が習慣となり、除雪車の後ろを超低速の列をつくり走行することを強いられるようになった。
2010年6月に、速度を制御するため、A6の各進行方向2区間に"チューター"が導入された。
2012年2月に複雑な産業協定のもとで、アウトストラーダグループはガヴィオファミリーのSIASに、トリノ・サヴォーナ高速道路株式会社を2.23億ユーロで購入する機会を与えた。このオプションは行使され、2012年11月15日にA6の所有権は移転した。2017年11月1日にトリノ・サヴォーナ高速道路株式会社はアウトストラーダ A10の所有者であり、また、ガヴィオグループの一部であるアウトストラーダ・デイ・フィオーリ株式会社に組み込まれた。1956年にチェーヴァ・サヴォーナ高速道路会社がA6建設のために設立されてから61年後に、A6は独立会社として存在しなくなった。
一方、1950年から1960年代に建設された区間の老朽化が顕在化し、SNS上で繰り返し警告が発せられている。2014年から2019年の間、管理会社はストゥーラ高架橋を含むいくつかの古い主要な高架橋の道路の改修もしくは作り直しの工事を進めた。
2019年の初めに高速道路の燃料販売の全般的な減少に直面して、利益は出ていたものの5つのサービスエリアの閉鎖が法令で決定された。しかし、そのうちのふたつ(リオ・コローレ西とモンドヴィ西)は給油と旅行者サービスで有名でよく使われていたため、地元の抗議の結果閉鎖は免れた。
2019年11月24日に地すべりにより再度通行止めになった。老朽化部分であるサヴォーナの少し北のマドンナ・デル・モンテ高架橋が崩落したためである。数日後にアウトストラーダは新しい方の道路で双方向通行するようにして再開した。そして地すべりを検出する装置も導入した。崩落した高架橋は再建され、2020年2月21日に開通した。

## 現在

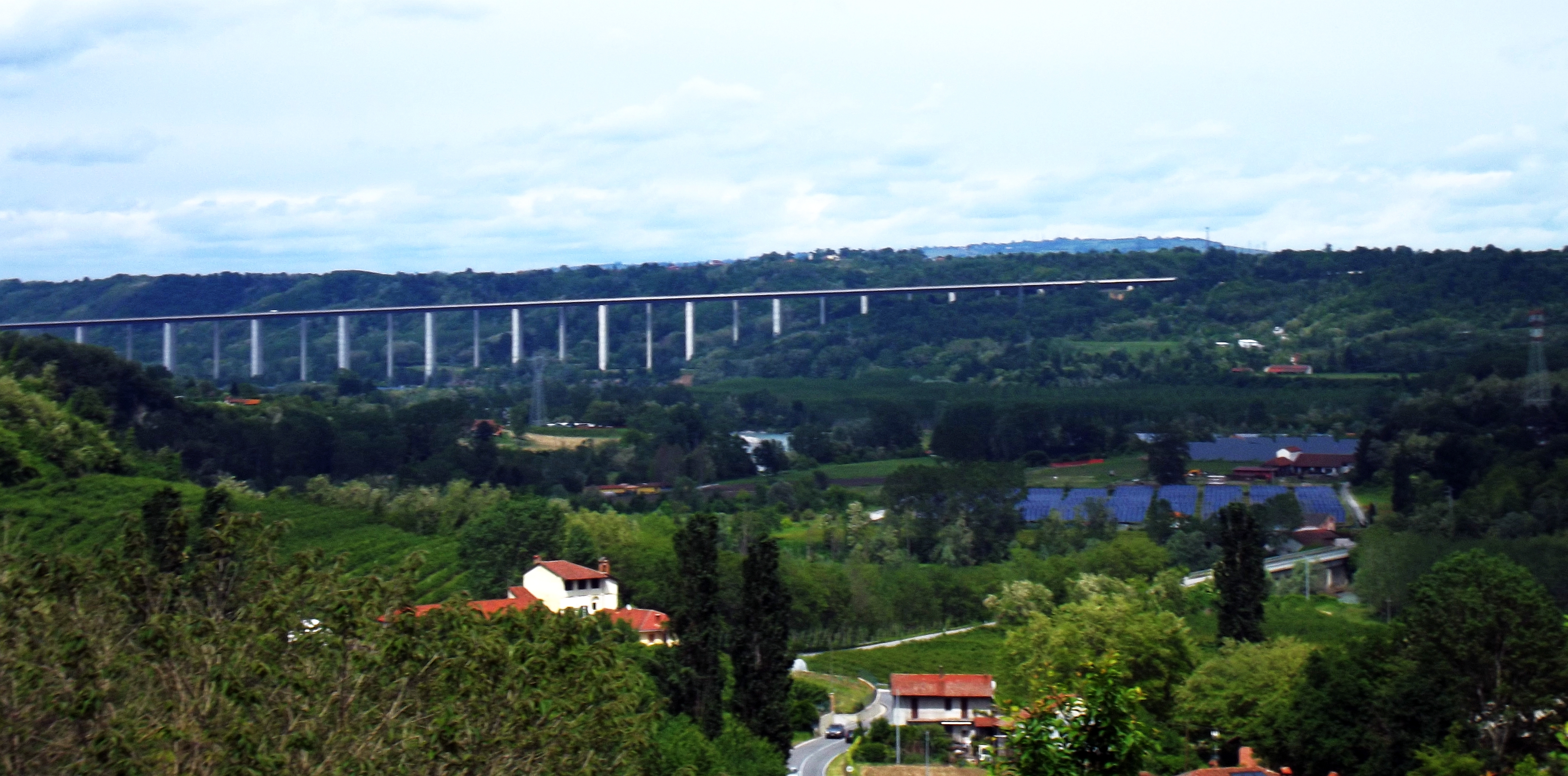
フォッサーノから見たストゥーラ高架橋

2001年からラ・ヴェルデマーレとして知られているA6トリノ-サヴォーナは全線が上下線分離であり、イタリアの主要なアウトストラーダに類似した特徴と安全性のレベルを持っている。
この道路は、ピエモンテ州西部とリグーリア州の間、より一般的には西アルプスと地中海沿岸の間を接続する主要幹線である。それゆえ、この道路は二種類の観光客の交通を提供する。ひとつは特に夏季にピエモンテ州とヴァッレ・ダオスタ州からリヴィエラ・ディ・ポネンテとコート・ダジュールに向かうものであり、もうひとつは特に冬季にリグーリア州からクーネオ県のスキー場に行くものである。また、サヴォーナ・ヴァド港、ポネンテ、コートダジュールからトリノおよびアルパイントンネルに向かう、またはその逆の重要な産業交通も提供している。
この動脈は主にピエモンテ州とリグーリア州の境界の人の手がほとんど入っていない地域を通って造られた。トリノを出て、約40kmまっすぐ平地を南に進んだ後、モンドヴィに到着するまで、長く高い高架橋により広い谷を繰り返し通り過ぎる。そこから、リグリアンアルプスの最初の部分に入り、経路は東に曲がり、徐々に起伏が大きくなる。 
チェーヴァを通過した後、本当の山岳路がはじまる。山々を通過し、海に向かって下降する。その上下線は完全に分離し独立した経路を進み、数カ所でしか出会うことはない。1950年代に設計され建設された古い方の道路は、距離が長く屈曲しており、一般的に山を下る方につかわれ、1970年代(アルターレ-サヴォーナ)と1990年代(チェーヴァ-アルターレ)に建設された新しい方の道路は、多くの部分で直線もしくはより緩いカーブであり、そのほとんどが長い高架橋かトンネルであり、延長が数キロ短く、一般的に山を登る方向につかわれている。
経路で標高が最も高い場所は、タナロ川とボルミダ川に挟まれたモンテゼーモロの高地のトンネル部であり、新道の高さは約620m、旧道の高さは約680mである。ミッレージモからアルターレまでほぼ続く下りのあとでリグーリアとパダーナ平原の間の分水嶺であるカディボーナの丘(435m)を超える。ここはまた、アルプス山脈とアペニン山脈の境界でもある(チェーヴァとサヴォーナの区間は"アペニン区間"と従来から呼ばれているが、多くの部分は実際にはアルプス側である)。カディボーナの丘から海までの標高差を14km弱の間におさめるため、平均勾配は3%を超える。特に現在は海側方面に使われている古い方の経路は、イタリアの全アウトストラーダで唯一のループ形状を含む激しい屈曲路であり、制限速度は最も遅いところでは70km/hである。しかし、その経路は風光明媚であり刺激的なドライブを提供する。
適度な標高にもかかわらず、海とアルプスの最初の山頂に近いため、山岳路は降水量が多く、冬季には雪も降る。地形が険しいためにこの道路は損傷しやすく、地すべりや洪水により通行止めになることがよく発生する(前回は2019年11月)。
このアウトストラーダは、サヴォーナ終点でアウトストラーダ A10 ジェノヴァ-ヴェンティミリアと料金所を経由せず直接接続している。また、A33 アスティ-クーネオとは、A33として経路を完成させるためにマレーネ-カッル間の約20kmを共用し、これとも直接接続している。北側では、カルマニョーラ料金所を通過した後、A21 トリノ-ピアチェンツァ-ブレシアにつながっているA55 トリノ環状線の本線とのクローバジャンクションで、この道路はA55のモンカリエーリ分岐路に道なりでつながる。
フォッサーノ出口からSS28につながる接続路が始まる。それは高速道路の属性を持たず、全線がラッコルド・アウトストラダーレとして分類されている。ここはもともとA6がフォッサーノで終わっていた時にアウトストラーダの最後の区間だった。
A6の全経路は欧州高速道路E717でもある。
A6の管理会社は2017年からASTM(ガヴィオグループ)のアウトストラーダ・デイ・フィオーリ株式会社である。

### 速度監視システムの導入
各方向の道路にそれぞれ2区間、平均車速がTutorシステムにより監視されている。カルマニョーラとマレーネの間の区間(両方向)、プリエーロの近く(トリノ方面のみ)、およびクィリアーノの近く(サヴォーナ方面のみ)に設置されている。ほぼ直線であるカルマニョーラ-マレーネ区間でのこのシステムの効果は、監視区間内にリオ・コローレサービスエリアがあることで制限を受けている。

## 行程
| Torino - Savona La Verdemare |                                                                                        |       |      |                |
| 種別                         | 方面                                                                                   | km    | 地域 | 欧州自動車道路 |
|                              | Tangenziale Sud di Torino Torino - C.so Unità d'Italia                                 | 0     | TO   |                |
|                              | La Rotta 1980年代に閉鎖                                                                | 2.9   | TO   |                |
|                              | Rio dei Cocchiサービスエリア サヴォーナ方面のみ、2019年1月1日トリノ方面閉鎖            | 10.8  | TO   |                |
|                              | トリノ南本線料金所                                                                     | 13.0  | TO   |                |
|                              | Carmagnola Poirino                                                                     | 13.1  | TO   |                |
|                              | Rio Coloréサービスエリア サヴォーナ方面は休憩所のみで給油施設無し                      | 29.8  | TO   |                |
|                              | Marene Asti Cherasco                                                                   | 34.6  | CN   |                |
|                              | Rio Ghidoneサービスエリア                                                              | 47.8  | CN   |                |
|                              | Fossano - フォッサーノ接続路                                                           | 49.3  | CN   |                |
|                              | Cuneo                                                                                  | 54.0  | CN   |                |
|                              | Carrù Dogliani                                                                         | 57.8  | CN   |                |
|                              | Mondovì東サービスエリア トリノ方面のみ                                                 | 61.6  | CN   |                |
|                              | Mondovì                                                                                | 62.7  | CN   |                |
|                              | Mondovì西サービスエリア サヴォーナ方面のみ                                             | 63.0  | CN   |                |
|                              | Santuario di Vicoforte 1997年9月28日閉鎖                                               | 67.1  | CN   |                |
|                              | Niella Tanaro Santuario di Vicoforte                                                   | 70.6  | CN   |                |
|                              | Ceva del Colle di Nava - Imperia                                                       | 81.0  | CN   |                |
|                              | Prieroサービスエリア サヴォーナ方面のみ、2019年1月15日トリノ方面閉鎖                   | 84.3  | CN   |                |
|                              | Montezemolo 1995年8月4日閉鎖                                                           | 92.3  | CN   |                |
|                              | Millesimo - Montezemolo - Savona トリノ方面のみ、ミッレージモで出るためのUターン路     | 96.8  | SV   |                |
|                              | Millesimo Montezemolo サヴォーナ方面のみの出入口                                       | 97.1  | SV   |                |
|                              | Torino サヴォーナ方面のみ、トリノへ行くためのUターン路                                 | 100.1 | SV   |                |
|                              | Case Lidoraサービスエリア 2019年1月1日サヴォーナ方面閉鎖, 1993年12月18日トリノ方面閉鎖 | 103.3 | SV   |                |
|                              | Carcare東サービスエリア トリノ方面のみ                                                 | 107.5 | SV   |                |
|                              | Carcare 1971年7月31日閉鎖                                                              | 107.6 | SV   |                |
|                              | Altare - Carcare Cairo Montenotte                                                      | 109.6 | SV   |                |
|                              | Altare 1971年7月31日閉鎖                                                               | 112.8 | SV   |                |
|                              | Genova - Ventimiglia                                                                   | 124.3 | SV   |                |

### フォッサーノ接続路
フォッサーノ接続路もしくはフォッサーノ分岐路は全線が片側1車線の上下線非分離道路であるが、高速道路の開始と終了の標識があり、その看板は緑である。その上この接続路上のオーバーパス特定標識にはA6のマークがある。この接続路は イタリアのアウトストラーダの内部番号によると分岐路D06としても分類されている。
1999年10月29日の法令n.461が国益になる高速道路網の間の接続路について言及し、この接続路をA6の一部と分類した。
この接続路はA6のフォッサーノ出入口から始まり延長6.1kmである。
| RACCORDO FOSSANO - A6(フォッサーノ接続路) |                    |      |      |    |              |
| 種別                                      | 方面               | ↓km↓ | ↑km↑ | 県 | 欧州自動車道 |
|                                           | Torino-Savona      | 0    | 6.1  | CN |              |
|                                           | フォッサーノ料金所 |      |      | CN |              |
|                                           | Bene Vagienna      |      |      | CN |              |
|                                           | Trinità            |      |      | CN |              |
|                                           | del Colle di Nava  | 6.1  | 0    | CN |              |